# Temporada 2013 de la NASCAR Sprint Cup Series

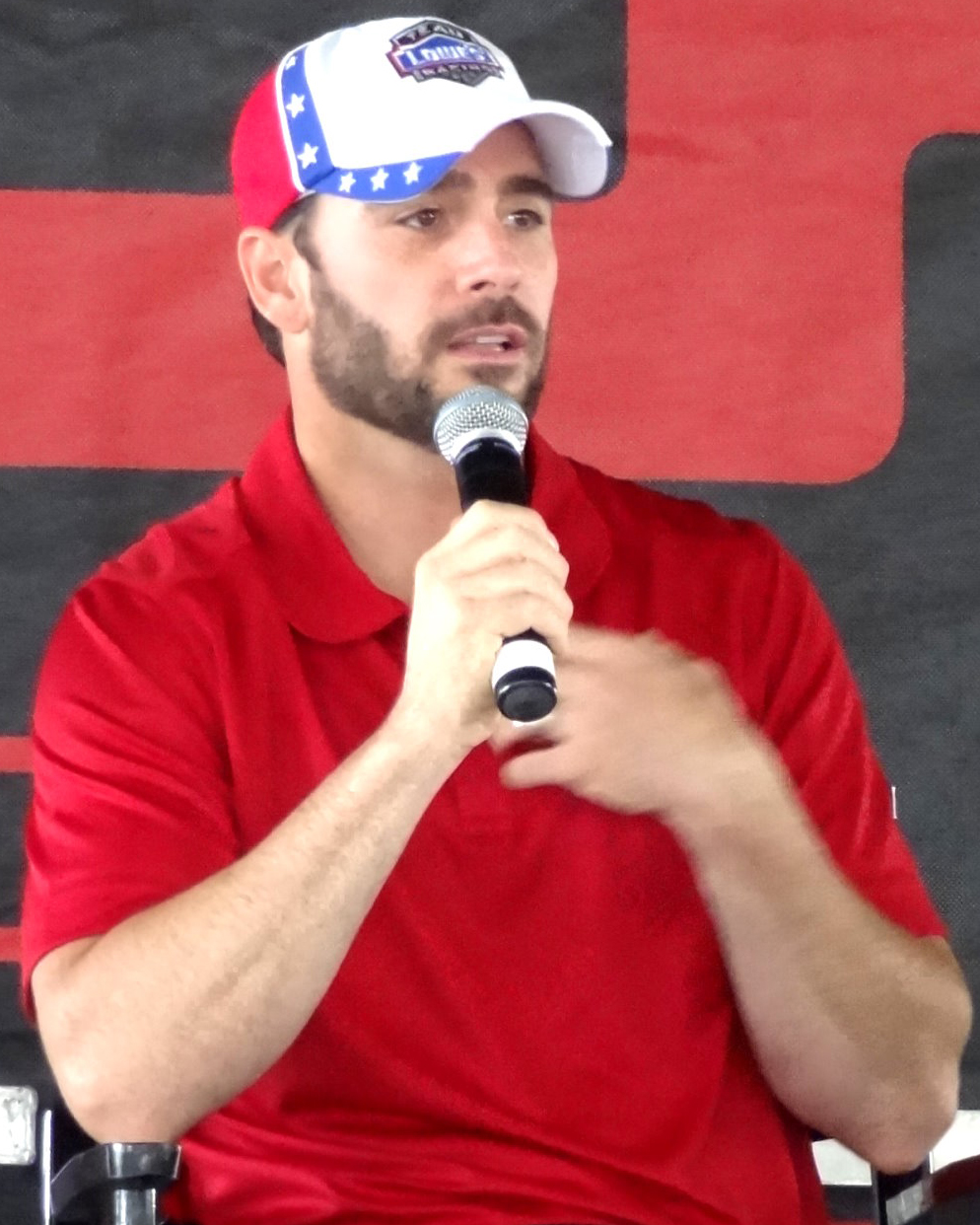
Jimmie Johnson, el campeón 2013 de la NASCAR Sprint Cup Series; es su sexto título en la categoría.

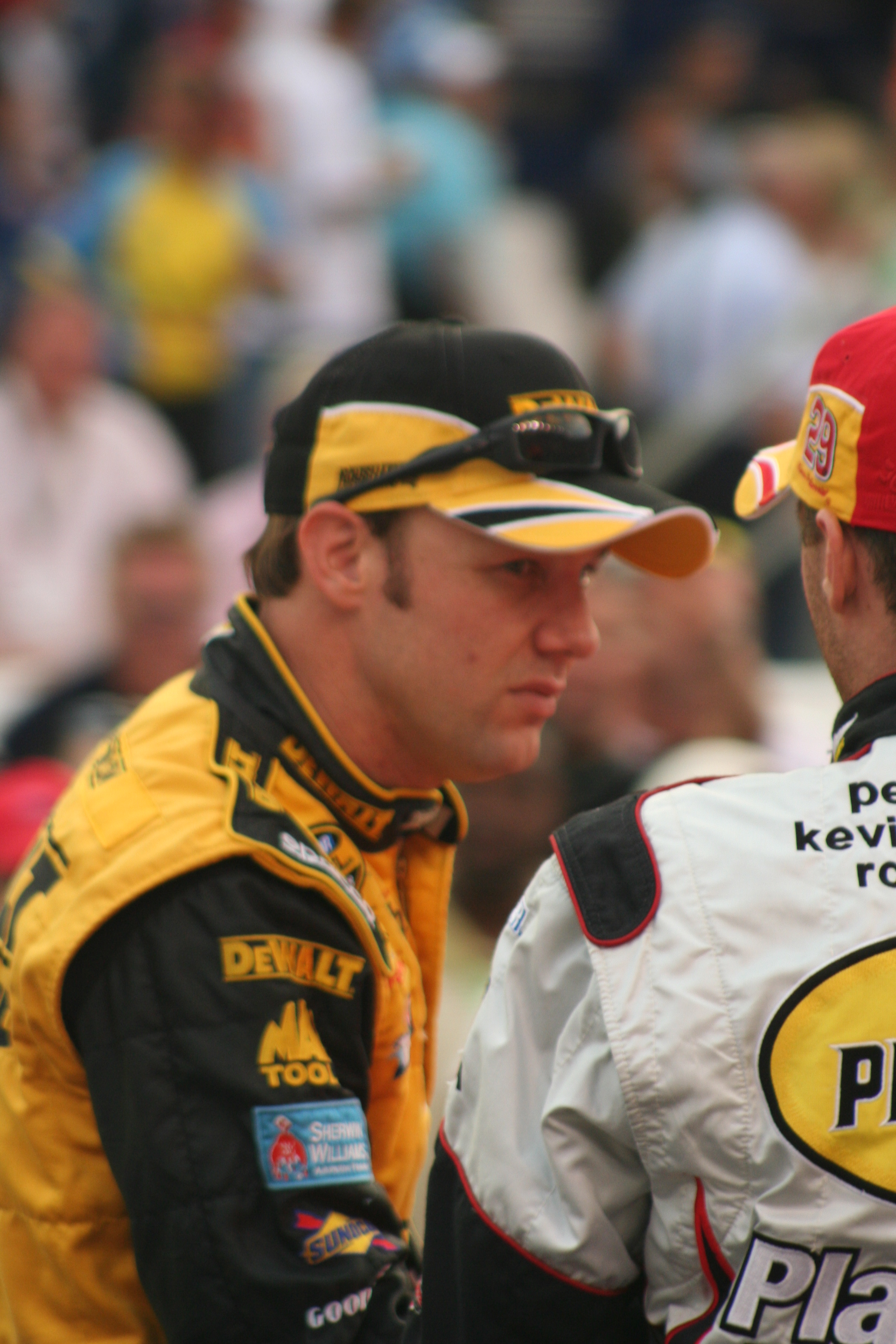
Matt Kenseth terminó subcampeón, 19 puntos por detrás de Johnson.

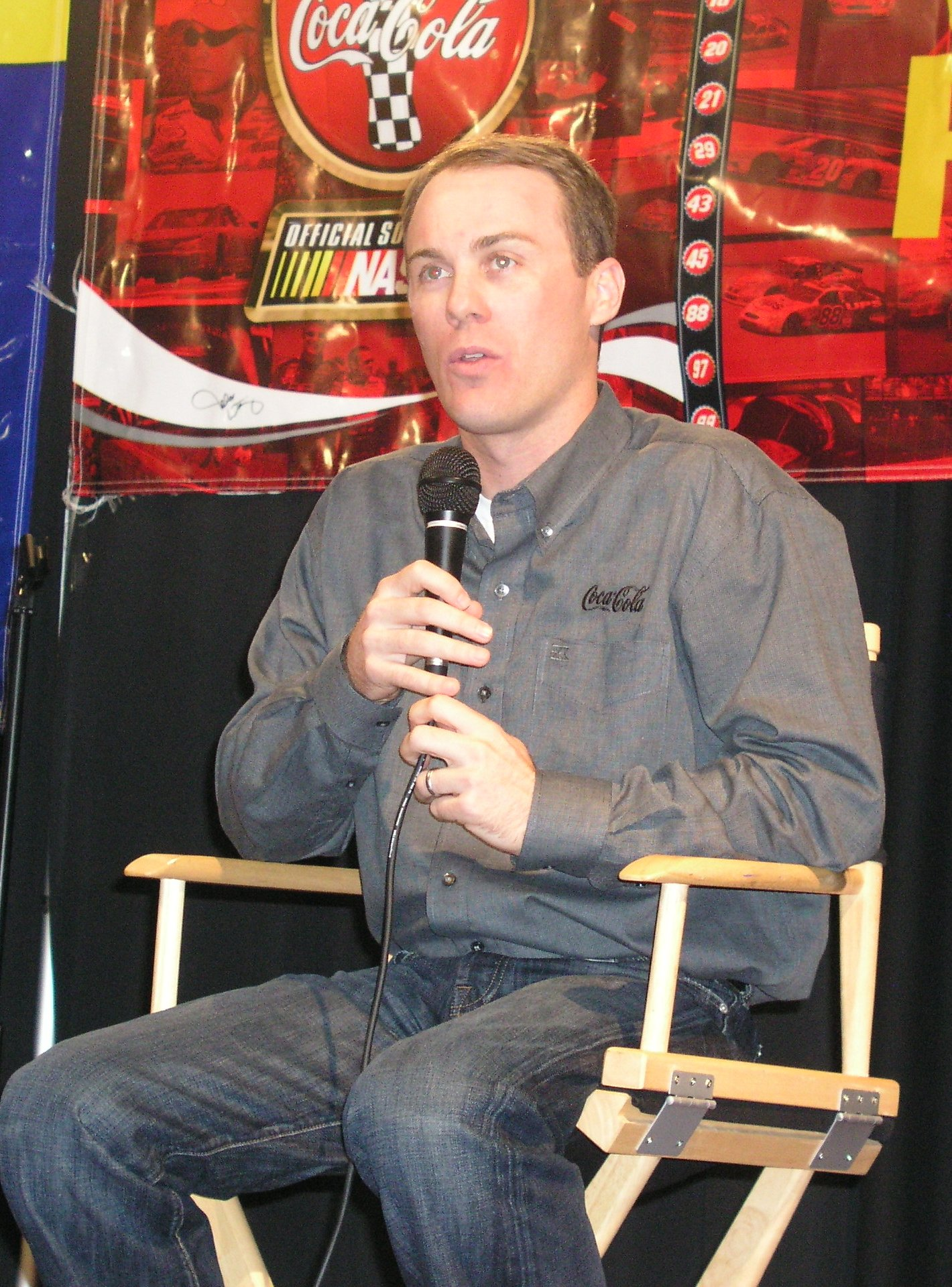
Kevin Harvick finalizó tercero, 34 puntos por detrás de Johnson.

La temporada 2013 de la NASCAR Sprint Cup Series fue la temporada número 65 de la competición de carreras de Stock Car más importante de los Estados Unidos, que comenzó el 16 de febrero, con una carrera de exhibición, la Sprint Unlimited en Daytona International Speedway, y después la primera fecha oficial fue el 24 de febrero con las 500 millas de Daytona. La temporada continuará con la Caza por la Copa a partir del 15 de septiembre y concluyó con la Ford EcoBoost 400 el 17 de noviembre en el Homestead-Miami Speedway.
Jimmie Johnson, de Hendrick Motorsports cosechó 6 victorias, 16 top 5 y 24 top 10, para consagrarse campeón de la temporada, y logrando así su sexto título en la Copa NASCAR. Por otro lado, Chevrolet se llevó el título en el campeonato de marcas.

## Equipos y pilotos confirmados
Leyenda:

(R): Pilotos candidatos para lograr el premio Novato del Año de la categoría

### A tiempo completo
| Marca     | Equipo                    | N.º | Piloto                   | Jefe de equipo                                 |
| --------- | ------------------------- | --- | ------------------------ | ---------------------------------------------- |
| Chevrolet | Earnhardt Ganassi Racing  | 1   | Jamie McMurray           | Kevin Manion                                   |
| Chevrolet | Earnhardt Ganassi Racing  | 42  | Juan Pablo Montoya       | Chris Heroy                                    |
| Chevrolet | Furniture Row Racing      | 78  | Kurt Busch               | Todd Berrier                                   |
| Chevrolet | Hendrick Motorsports      | 5   | Kasey Kahne              | Kenny Francis                                  |
| Chevrolet | Hendrick Motorsports      | 24  | Jeff Gordon              | Alan Gustafson                                 |
| Chevrolet | Hendrick Motorsports      | 48  | Jimmie Johnson           | Chad Knaus                                     |
| Chevrolet | Hendrick Motorsports      | 88  | Dale Earnhardt, Jr.      | Steve Letarte                                  |
| Chevrolet | Phoenix Racing            | 51  | Regan Smith6             | Nick Harrison Jimmy Elledge                    |
| Chevrolet | Phoenix Racing            | 51  | A. J. Allmendinger9      | Nick Harrison Jimmy Elledge                    |
| Chevrolet | Phoenix Racing            | 51  | Austin Dillon4           | Nick Harrison Jimmy Elledge                    |
| Chevrolet | Phoenix Racing            | 51  | Bobby Labonte1           | Nick Harrison Jimmy Elledge                    |
| Chevrolet | Phoenix Racing            | 51  | Jacques Villeneuve1      | Nick Harrison Jimmy Elledge                    |
| Chevrolet | Phoenix Racing            | 51  | Owen Kelly1              | Nick Harrison Jimmy Elledge                    |
| Chevrolet | Phoenix Racing            | 51  | Brendan Gaughan1         | Nick Harrison Jimmy Elledge                    |
| Chevrolet | Phoenix Racing            | 51  | Ryan Truex3              | Nick Harrison Jimmy Elledge                    |
| Chevrolet | Phoenix Racing            | 51  | Mike Bliss1              | Nick Harrison Jimmy Elledge                    |
| Chevrolet | Phoenix Racing            | 51  | Justin Allgaier4         | Nick Harrison Jimmy Elledge                    |
| Chevrolet | Phoenix Racing            | 51  | Michael McDowell1        | Nick Harrison Jimmy Elledge                    |
| Chevrolet | Phoenix Racing            | 51  | Kyle Larson4             | Nick Harrison Jimmy Elledge                    |
| Chevrolet | Richard Childress Racing  | 27  | Paul Menard              | Slugger Labbe                                  |
| Chevrolet | Richard Childress Racing  | 29  | Kevin Harvick            | Gil Martin                                     |
| Chevrolet | Richard Childress Racing  | 31  | Jeff Burton              | Luke Lambert Ernie Cope                        |
| Chevrolet | Richard Childress Racing  | 33  | Austin Dillon5           | Scott Naset Shane Wilson                       |
| Chevrolet | Richard Childress Racing  | 33  | Brian Scott1             | Scott Naset Shane Wilson                       |
| Chevrolet | Circle Sport              | 33  | Landon Cassill21         | Scott Naset Ryan Wellman John Rahlf Mike Abner |
| Chevrolet | Circle Sport              | 33  | Ron Fellows2             | Scott Naset Ryan Wellman John Rahlf Mike Abner |
| Chevrolet | Circle Sport              | 33  | Tony Raines6             | Scott Naset Ryan Wellman John Rahlf Mike Abner |
| Chevrolet | Stewart-Haas Racing       | 10  | Danica Patrick (R)       | Tony Gibson                                    |
| Chevrolet | Stewart-Haas Racing       | 14  | Tony Stewart21           | Steve Addington Greg Zipadelli1                |
| Chevrolet | Stewart-Haas Racing       | 14  | Max Papis1               | Steve Addington Greg Zipadelli1                |
| Chevrolet | Stewart-Haas Racing       | 14  | Austin Dillon2           | Steve Addington Greg Zipadelli1                |
| Chevrolet | Stewart-Haas Racing       | 14  | Mark Martin12            | Steve Addington Greg Zipadelli1                |
| Chevrolet | Stewart-Haas Racing       | 39  | Ryan Newman              | Matt Borland                                   |
| Chevrolet | Tommy Baldwin Racing      | 7   | Dave Blaney35            | Tommy Baldwin, Jr.                             |
| Chevrolet | Tommy Baldwin Racing      | 7   | Justin Marks1            | Tommy Baldwin, Jr.                             |
| Chevrolet | Tommy Baldwin Racing      | 36  | J. J. Yeley34            | Joe Lax                                        |
| Chevrolet | Tommy Baldwin Racing      | 36  | Victor González, Jr.2    | Joe Lax                                        |
| Ford      | FAS Lane Racing           | 32  | Terry Labonte5           | Frank Stoddard                                 |
| Ford      | FAS Lane Racing           | 32  | Ken Schrader10           | Frank Stoddard                                 |
| Ford      | FAS Lane Racing           | 32  | Timmy Hill (R)19         | Frank Stoddard                                 |
| Ford      | FAS Lane Racing           | 32  | Boris Said2              | Frank Stoddard                                 |
| Ford      | Front Row Motorsports     | 34  | David Ragan              | Jay Guy                                        |
| Ford      | Front Row Motorsports     | 35  | Josh Wise35              | Steve Lane Derrick Finley Todd Anderson        |
| Ford      | Front Row Motorsports     | 35  | Michael McDowell1        | Steve Lane Derrick Finley Todd Anderson        |
| Ford      | Front Row Motorsports     | 38  | David Gilliland          | Frank Kerr                                     |
| Ford      | Germain Racing            | 13  | Casey Mears              | Bootie Barker                                  |
| Ford      | Penske Racing             | 2   | Brad Keselowski          | Paul Wolfe Kevin Buskirk2                      |
| Ford      | Penske Racing             | 22  | Joey Logano              | Todd Gordon Steve Reis2                        |
| Ford      | Richard Petty Motorsports | 9   | Marcos Ambrose           | Drew Blickensderfer                            |
| Ford      | Richard Petty Motorsports | 431 | Aric Almirola            | Todd Parrott Greg Ebert                        |
| Ford      | Roush Fenway Racing       | 16  | Greg Biffle              | Matt Puccia                                    |
| Ford      | Roush Fenway Racing       | 17  | Ricky Stenhouse, Jr. (R) | Scott Graves                                   |
| Ford      | Roush Fenway Racing       | 99  | Carl Edwards             | Jimmy Fennig                                   |
| Toyota    | BK Racing                 | 83  | David Reutimann          | Pat Tryson Doug Richert                        |
| Toyota    | BK Racing                 | 93  | Travis Kvapil            | Todd Anderson Mike Ford Dale Ferguson          |
| Toyota    | Joe Gibbs Racing          | 11  | Denny Hamlin32           | Darian Grubb                                   |
| Toyota    | Joe Gibbs Racing          | 11  | Mark Martin1             | Darian Grubb                                   |
| Toyota    | Joe Gibbs Racing          | 11  | Brian Vickers3           | Darian Grubb                                   |
| Toyota    | Joe Gibbs Racing          | 18  | Kyle Busch               | Dave Rogers                                    |
| Toyota    | Joe Gibbs Racing          | 20  | Matt Kenseth             | Jason Ratcliff Wally Brown1                    |
| Toyota    | JTG Daugherty Racing      | 47  | Bobby Labonte27          | Brian Burns                                    |
| Toyota    | JTG Daugherty Racing      | 47  | A. J. Allmendinger9      | Brian Burns                                    |
| Toyota    | Michael Waltrip Racing    | 15  | Clint Bowyer             | Brian Pattie                                   |
| Toyota    | Michael Waltrip Racing    | 55  | Mark Martin15            | Rodney Childers Scott Miller                   |
| Toyota    | Michael Waltrip Racing    | 55  | Brian Vickers14          | Rodney Childers Scott Miller                   |
| Toyota    | Michael Waltrip Racing    | 55  | Michael Waltrip3         | Rodney Childers Scott Miller                   |
| Toyota    | Michael Waltrip Racing    | 55  | Elliott Sadler4          | Rodney Childers Scott Miller                   |
| Toyota    | Michael Waltrip Racing    | 56  | Martin Truex, Jr.        | Chad Johnston                                  |
| Toyota    | NEMCO-Jay Robinson Racing | 87  | Joe Nemechek34           | Scott Eggleston                                |
| Toyota    | NEMCO-Jay Robinson Racing | 87  | Tomy Drissi2             | Scott Eggleston                                |
| Toyota    | Swan Racing               | 26  | Michael Waltrip1         | Tony Eury, Jr. Steve Lane                      |
| Toyota    | Swan Racing               | 30  | David Stremme25          | Tony Eury, Jr. Steve Lane                      |
| Toyota    | Swan Racing               | 30  | Cole Whitt7              | Tony Eury, Jr. Steve Lane                      |
| Toyota    | Swan Racing               | 30  | Kevin Swindell1          | Tony Eury, Jr. Steve Lane                      |
| Toyota    | Swan Racing               | 30  | Parker Kligerman2        | Tony Eury, Jr. Steve Lane                      |

### Tiempo Parcial
| Marca       | Equipo                                                             | N.º | Piloto           | Jefe de equipo            | Fechas |
| ----------- | ------------------------------------------------------------------ | --- | ---------------- | ------------------------- | ------ |
| Chevrolet   | Circle Sport Hillman Racing                                        | 40  | Landon Cassill   | John Rahlf Mike Abner     | 12     |
| Chevrolet   | Circle Sport Hillman Racing                                        | 40  | Tony Raines      | John Rahlf Mike Abner     | 4      |
| Chevrolet   | Tommy Baldwin Racing                                               | 37  | J. J. Yeley      | James Parrott             | 1      |
| Ford        | Leavine Family Racing                                              | 95  | Scott Speed      | Wally Rogers              | 14     |
| Ford        | Leavine Family Racing                                              | 95  | Reed Sorenson    | Wally Rogers              | 6      |
| Ford        | Leavine Family Racing                                              | 95  | Scott Riggs      | Wally Rogers              | 1      |
| Ford        | Leavine Family Racing                                              | 95  | Blake Koch       | Wally Rogers              | 1      |
| Ford        | Penske Racing                                                      | 12  | Sam Hornish Jr.  | Greg Erwin                | 2      |
| Ford        | Phil Parsons Racing                                                | 98  | Michael McDowell | Gene Nead                 | 31     |
| Ford        | Phil Parsons Racing                                                | 98  | Johnny Sauter    | Gene Nead                 | 2      |
| Ford        | Wood Brothers Racing                                               | 21  | Trevor Bayne     | Donnie Wingo              | 12     |
| Ford        | Xxxtreme Motorsports                                               | 44  | Scott Riggs      | Tony Furr Walter Giles    | 9      |
| Toyota      | Humphrey Smith Racing                                              | 19  | Mike Bliss       | Peter Sospenzo            | 18     |
| Toyota      | Humphrey Smith Racing                                              | 19  | Jason Leffler    | Peter Sospenzo            | 1      |
| Toyota      | Humphrey Smith Racing                                              | 19  | Alex Kennedy     | Peter Sospenzo            | 3      |
| Toyota      | Humphrey Smith Racing                                              | 19  | Scott Riggs      | Peter Sospenzo            | 1      |
| Toyota      | Joe Gibbs Racing                                                   | 81  | Elliott Sadler   | Chris Gayle               | 2      |
| Toyota Ford | Brian Keselowski Motorsports Hamilton Means Racing Go Green Racing | 52  | Brian Keselowski | Bob Keselowski Ben Leslie | 3      |
| Toyota Ford | Brian Keselowski Motorsports Hamilton Means Racing Go Green Racing | 52  | Paulie Harraka   | Bob Keselowski Ben Leslie | 1      |
| Toyota Ford | Brian Keselowski Motorsports Hamilton Means Racing Go Green Racing | 52  | Morgan Shepherd  | Bob Keselowski Ben Leslie | 1      |

## Cambios

### Equipos

#### Pretemporada
- Penske Racing cambia de marca, de Dodge a Ford; con Ford trabajó entre 1992 y 2002.[4]
- Stewart-Haas Racing, por primera vez en su historia, competirá en la Copa Sprint con 3 autos a tiempo completo.
- Inception Motorsports, equipo que compitió con David Stremme al volante de un Toyota Camry el año pasado, fue comprado por Swan Energy Inc.. El equipo ahora se llama Swan Racing, y mantiene a Stremme como piloto.

#### Durante la temporada
- James Finch, dueño de Phoenix Racing, ha anunciado que tiene planeado cerrar las puertas de su equipo después de la Brickyard 400, debido a la falta de recursos. En junio, Finch anunció que venderá el equipo a un comprador. El equipo encontró comprador el 17 de julio, pero no se sabe quién es, y Finch siguió siendo propietario del equipo hasta la carrera en Atlanta. El 28 de agosto se anunció que Harry Scott, Jr., copropietario del equipo de la Nationwide y de Trucks, Turner Scott Motorsports, compró el equipo, y Justin Allgaier participará de tres carreras de la Copa; el nombre del equipo no va a cambiar.

### Pilotos

#### Pretemporada
- Ricky Stenhouse Jr., bicampeón de la Nationwide Series reemplaza a Matt Kenseth en Roush Fenway Racing, quien decidió no renovar su contrato con ese equipo.[5][6]
- Kenseth reemplazará a Joey Logano en el auto n.º 20 de Joe Gibbs Racing.
- Logano, quien había estado compitiendo para Joe Gibbs Racing desde la temporada 2008, se unió a Penske Racing para reemplazar a A. J. Allmendinger y a Sam Hornish Jr., quien fue el reemplazo temporal de Allmendinger.[7]
- Danica Patrick, después de competir en 10 carreras de la Copa Sprint el año pasado, ella participará en todas las carreras de esta temporada para Stewart-Haas Racing.
- Furniture Row Racing decidió no retener a Regan Smith, y Kurt Busch será su reemplazante durante toda la temporada 2013, y para las últimas seis carreras de la temporada 2012.
- Smith volverá a la Nationwide Series, para incorporarse a JR Motorsports para la temporada 2013. Aunque, Phoenix Racing anunció que Smith participaría de la 500 millas de las Daytona, y algunas carreras más para el equipo.
- Después de que surgieron conflictos sobre el pago para 2012 y 2013, Landon Cassill dejó BK Racing. David Reutimann, ex- piloto de Michael Waltrip Racing, conducirá el n.º 83 a tiempo completo en su lugar.

#### Incidencias durante la temporada
- Después de no correr la Daytona 500 debido a no encontrar un equipo, Landon Cassill se unió al Circle Sport.
- Denny Hamlin, estará de baja por lo menos seis semanas, debido a una fractura por compresión en la vértebra L1, causado por un choque en la última vuelta de la Auto Club 400.[8] Mark Martin y Brian Vickers lo van a reemplazar en el Toyota #11, mientras que Hamlin se recupere de la lesión.[9][10] Sin embargo, Hamlin volvió para la Aaron´s 499 en Talladega.
- A inicios de agosto, Tony Stewart, sufrió una lesión de rotura de tibia y peroné en su pierna derecho en un accidente que tuvo en una carrera de Sprint Cars en Iowa, por lo que no podrá estará en la carrera de Watkins Glen, ni en la carrera de Míchigan de Pure Míchigan 400.[11] Max Papis lo reemplazará en Watkins Glen, y Austin Dillon en Pure Míchigan 400. El 19 de agosto se anunció, que Stewart no competirá más en lo que queda de la temporada, Mark Martin lo reemplazará en 12 de las últimas 13 carreras de la temporada, y en la restante que es la carrera otoñal de Talladega estará Austin Dillon
- Con Martin reemplazando a Stewart en SHR, empezando en Bristol en agosto, Brian Vickers estará en todas las carreras que restan en el Toyota No.55, salvo en la carrera otoñal de Talladega.
- El 14 de octubre se dio a conocer que debido a un coagulo de sangre en su pierna derecha, más precisamente en su pantorrilla, Brian Vickers estará de baja en lo que resta de la temporada. Días después se anunció que Elliott Sadler reemplazará a Vickers en el auto n.º 55.

### Reglamento[12]
- Se cambia el formato de clasificación. La serie pasará a un formato 36-6-1, que reemplaza al formato del Top 35. El formato 36-6-1 consta de que los 36 autos más veloces entrarán a la carrera a través de la velocidad. Las posiciones 37 a 42 lo ocuparán los siguientes seis autos mejor ubicados en los puntos por propietarios que aún no se han ganado un puesto de salida a través de la clasificación. La última posición de salida se la quedará el piloto elegible que más recientemente haya sido campeón, pero de no ocurrir eso, un séptimo auto se meterá en el pelotón respetando los puntos por propietarios. Sin embargo, en Daytona 500, se usará otro método de clasificación, parecido al formato 36-6-1
- El orden de clasificación para las carreras se volverá a basarse en un sorteo al azar.
- Para los equipos podrán hacer hasta cuatro pruebas disponibles en pistas en las que la serie compita.
- A partir de esta temporada, el sistema de clasificación en circuitos ruteros para la categoría estará basado en grupos, en lugar de la tradicional clasificación de un solo coche que se usaba hasta el año pasado. La formación de los grupos se basará en los tiempos de la última sesión de entrenamientos, y el orden de salida a pista de los pilotos de cada grupo también se establece por los tiempos obtenidos en los prácticas, saliendo primero en más rápido de cada grupo. Cada grupo de clasificación estará en pista durante un período determinado de tiempo, determinado por el director de la Serie. El tiempo de cada grupo comienza cuando el primer coche recibe la bandera verde en la línea de salida. El mejor tiempo de un piloto durante la sesión será el tiempo que se tenga en cuenta para conformar la grilla de partida. Si hay una bandera amarilla, se paraliza la sesión clasificatoria.[13]

### Autos
En preparación para la temporada 2013, NASCAR permitió a los fabricantes que participan en la serie desarrollar un coche nuevo que se asemeja a los modelos de producción.
Ford fue el primero en anunciar su auto 2013 del 24 de enero de 2012, con el nuevo Ford Fusion. Sin embargo, la compañía modificó en junio de 2012 el diseño de una nueva parrilla, capó y las líneas. Más tarde, Dodge reveló su Dodge Charger de 2013, mientras que Chevrolet anunció que el Chevrolet Impala dejaría de correr en la serie, y lo reemplazará el Chevrolet SS. El 22 de mayo de 2012, Toyota anunció que el Camry seguirá siendo su modelo de carrera para la temporada 2013.
El 30 de julio de 2012, NASCAR aprobado cada una de diseño del fabricante después de los resultados de la prueba final de aerodinámica, lo que les permite comenzar a hacer las piezas para los coches. Sin embargo, Dodge anunció el 7 de agosto de 2012, que no participará en la serie durante la temporada 2013 después de registrar 55 victorias en los últimos once años.
En beneficio de la seguridad de los pilotos, NASCAR ha mejorado la jaula que rodea al conductor después de una gran cantidad de pruebas en la Investigación y el Centro de Desarrollo de NASCAR.

## Calendario
Son 36 carreras oficiales, agregando que se disputaran dos carreras de exhibición y la Budweiser Duels, dos carreras clasificatorias para las 500 millas de Daytona. El único cambio con respecto al calendario de la temporada pasada, es que en las carreras otoñales de Talladega y de Kansas habrá un intercambio de fechas, debido a que la repavimentación del Kansas Speedway ya fue terminado.
|                          | Sprint Unlimited                 | Daytona International Speedway, Daytona Beach    | 16 de febrero    |
|                          | Budweiser Duels                  | Daytona International Speedway, Daytona Beach    | 21 de febrero    |
| 1                        | Daytona 500                      | Daytona International Speedway, Daytona Beach    | 24 de febrero    |
| 2                        | Subway Fresh Fit 500             | Phoenix International Raceway, Avondale, Arizona | 3 de marzo       |
| 3                        | Kobalt Tools 400                 | Las Vegas Motor Speedway, Clark County, Nevada   | 10 de marzo      |
| 4                        | Food City 500                    | Bristol Motor Speedway, Bristol                  | 17 de marzo      |
| 5                        | Auto Club 400                    | Auto Club Speedway, Fontana                      | 24 de marzo      |
| 6                        | STP Gas Booster 500              | Martinsville Speedway, Ridgeway                  | 7 de abril       |
| 7                        | NRA 500                          | Texas Motor Speedway, Fort Worth                 | 13 de abril      |
| 8                        | STP 400                          | Kansas Speedway, Kansas City                     | 21 de abril      |
| 9                        | Toyota Owners 400                | Richmond International Raceway, Richmond         | 27 de abril      |
| 10                       | Aaron's 499                      | Talladega Superspeedway, Talladega               | 5 de mayo        |
| 11                       | Bojangles' Southern 500          | Darlington Raceway, Darlington                   | 11 de mayo       |
|                          | NASCAR Sprint All-Star Race XXIX | Charlotte Motor Speedway, Concord                | 18 de mayo       |
| 12                       | Coca-Cola 600                    | Charlotte Motor Speedway, Concord                | 26 de mayo       |
| 13                       | FedEx 400                        | Dover International Speedway, Dover              | 2 de junio       |
| 14                       | Party in the Poconos 400         | Pocono Raceway, Long Pond                        | 9 de junio       |
| 15                       | Quicken Loans 400                | Michigan International Speedway, Brooklyn        | 16 de junio      |
| 16                       | Toyota/Save Mart 350             | Sears Point Raceway, Sonoma                      | 23 de junio      |
| 17                       | Quaker State 400                 | Kentucky Speedway, Sparta                        | 30 de junio      |
| 18                       | Coke Zero 400                    | Daytona International Speedway, Daytona Beach    | 6 de julio       |
| 19                       | Camping World RV Sales 301       | New Hampshire Motor Speedway, Loudon             | 14 de julio      |
| 20                       | Crown Royal 400                  | Indianapolis Motor Speedway, Speedway            | 28 de julio      |
| 21                       | Gobowling.com 400                | Pocono Raceway, Long Pond                        | 4 de agosto      |
| 22                       | Cheez-It 355 at The Glen         | Watkins Glen International, Watkins Glen         | 11 de agosto     |
| 23                       | Pure Michigan 400                | Michigan International Speedway, Brooklyn        | 18 de agosto     |
| 24                       | Irwin Tools Night Race           | Bristol Motor Speedway, Bristol                  | 24 de agosto     |
| 25                       | AdvoCare 500                     | Atlanta Motor Speedway, Hampton                  | 1 de septiembre  |
| 26                       | Federated Auto Parts 400         | Richmond International Raceway, Richmond         | 7 de septiembre  |
| Chase for the Sprint Cup |                                  |                                                  |                  |
| 27                       | GEICO 400                        | Chicagoland Speedway, Joliet                     | 15 de septiembre |
| 28                       | Sylvania 300                     | New Hampshire Motor Speedway, Loudon             | 22 de septiembre |
| 29                       | AAA 400                          | Dover International Speedway, Dover              | 29 de septiembre |
| 30                       | Hollywood Casino 400             | Kansas Speedway, Kansas City                     | 6 de octubre     |
| 31                       | Bank of America 500              | Charlotte Motor Speedway, Concord                | 12 de octubre    |
| 32                       | Camping World RV Sales 500       | Talladega Superspeedway, Talladega               | 20 de octubre    |
| 33                       | Goody’s Headache Relief Shot 500 | Martinsville Speedway, Ridgeway                  | 27 de octubre    |
| 34                       | AAA Texas 500                    | Texas Motor Speedway, Fort Worth                 | 3 de noviembre   |
| 35                       | AdvoCare 500                     | Phoenix International Raceway, Avondale          | 10 de noviembre  |
| 36                       | Ford EcoBoost 400                | Homestead-Miami Speedway, Homestead              | 17 de noviembre  |

## Carreras
| N.º              | Carrera                          | Pole position       | Piloto con más vueltas lideradas | Piloto ganador    | Marca     |
| ---------------- | -------------------------------- | ------------------- | -------------------------------- | ----------------- | --------- |
|                  | Sprint Unlimited at Daytona      | Carl Edwards        | Kevin Harvick                    | Kevin Harvick     | Chevrolet |
|                  | Budweiser Duel 1                 | Danica Patrick      | Trevor Bayne                     | Kevin Harvick     | Chevrolet |
|                  | Budweiser Duel 2                 | Jeff Gordon         | Jeff Gordon                      | Kyle Busch        | Toyota    |
| 1                | Daytona 500                      | Danica Patrick      | Matt Kenseth                     | Jimmie Johnson    | Chevrolet |
| 2                | Subway Fresh Fit 500             | Mark Martin         | Carl Edwards                     | Carl Edwards      | Ford      |
| 3                | Kobalt Tools 400                 | Brad Keselowski     | Kasey Kahne                      | Matt Kenseth      | Toyota    |
| 4                | Food City 500                    | Kyle Busch          | Denny Hamlin                     | Kasey Kahne       | Chevrolet |
| 5                | Auto Club 400                    | Denny Hamlin        | Kyle Busch                       | Kyle Busch        | Toyota    |
| 6                | STP Gas Booster 500              | Jimmie Johnson      | Jimmie Johnson                   | Jimmie Johnson    | Chevrolet |
| 7                | NRA 500                          | Kyle Busch          | Kyle Busch                       | Kyle Busch        | Toyota    |
| 8                | STP 400                          | Matt Kenseth        | Matt Kenseth                     | Matt Kenseth      | Toyota    |
| 9                | Toyota Owners 400                | Matt Kenseth        | Matt Kenseth                     | Kevin Harvick     | Chevrolet |
| 10               | Aaron's 499                      | Carl Edwards        | Matt Kenseth                     | David Ragan       | Ford      |
| 11               | Bojangles' Southern 500          | Kurt Busch          | Kyle Busch                       | Matt Kenseth      | Toyota    |
|                  | NASCAR Sprint All-Star Race      | Carl Edwards        | Kyle Busch Kurt Busch            | Jimmie Johnson    | Chevrolet |
| 12               | Coca-Cola 600                    | Denny Hamlin        | Kasey Kahne                      | Kevin Harvick     | Chevrolet |
| 13               | FedEx 400                        | Denny Hamlin        | Kyle Busch                       | Tony Stewart      | Chevrolet |
| 14               | Party in the Poconos 400         | Jimmie Johnson      | Jimmie Johnson                   | Jimmie Johnson    | Chevrolet |
| 15               | Quicken Loans 400                | Carl Edwards        | Greg Biffle                      | Greg Biffle       | Ford      |
| 16               | Toyota/Save Mart 350             | Jamie McMurray      | Martin Truex, Jr.                | Martin Truex, Jr. | Toyota    |
| 17               | Quaker State 400                 | Dale Earnhardt, Jr. | Jimmie Johnson                   | Matt Kenseth      | Toyota    |
| 18               | Coke Zero 400                    | Kyle Busch          | Jimmie Johnson                   | Jimmie Johnson    | Chevrolet |
| 19               | Camping World RV Sales 301       | Brad Keselowski     | Kurt Busch                       | Brian Vickers     | Toyota    |
| 20               | Brickyard 400                    | Ryan Newman         | Jimmie Johnson                   | Ryan Newman       | Chevrolet |
| 21               | Gobowling.com 400                | Jimmie Johnson      | Kasey Kahne                      | Kasey Kahne       | Chevrolet |
| 22               | Cheez-It 355 at The Glen         | Marcos Ambrose      | Marcos Ambrose                   | Kyle Busch        | Toyota    |
| 23               | Pure Michigan 400                | Joey Logano         | Joey Logano                      | Joey Logano       | Ford      |
| 24               | Irwin Tools Night Race           | Denny Hamlin        | Matt Kenseth                     | Matt Kenseth      | Toyota    |
| 25               | AdvoCare 500 (Atlanta)           | Ricky Stenhouse Jr. | Joey Logano                      | Kyle Busch        | Toyota    |
| 26               | Federated Auto Parts 400         | Jeff Gordon         | Brad Keselowski                  | Carl Edwards      | Ford      |
| Caza por la Copa |                                  |                     |                                  |                   |           |
| 27               | GEICO 400                        | Joey Logano         | Matt Kenseth                     | Matt Kenseth      | Toyota    |
| 28               | Sylvania 300                     | Ryan Newman         | Matt Kenseth                     | Matt Kenseth      | Toyota    |
| 29               | AAA 400                          | Dale Earnhardt Jr.  | Jimmie Johnson                   | Jimmie Johnson    | Chevrolet |
| 30               | Hollywood Casino 400             | Kevin Harvick       | Kevin Harvick                    | Kevin Harvick     | Chevrolet |
| 31               | Bank of America 500              | Jeff Gordon         | Kasey Kahne                      | Brad Keselowski   | Ford      |
| 32               | Camping World RV Sales 500       | Aric Almirola       | Jimmie Johnson                   | Jamie McMurray    | Chevrolet |
| 33               | Goody’s Headache Relief Shot 500 | Denny Hamlin        | Matt Kenseth                     | Jeff Gordon       | Chevrolet |
| 34               | AAA Texas 500                    | Carl Edwards        | Jimmie Johnson                   | Jimmie Johnson    | Chevrolet |
| 35               | AdvoCare 500 (Phoenix)           | Jimmie Johnson      | Kevin Harvick                    | Kevin Harvick     | Chevrolet |
| 36               | Ford EcoBoost 400                | Matt Kenseth        | Matt Kenseth                     | Denny Hamlin      | Toyota    |

## Tablas de clasificación

### Pilotos
| Pos.                                                      | Piloto                   | DAY | PHO | LSV | BRI | CAL | MAR | TEX | KAN | RIC | TAL | DAR | CHA | DOV | POC | MIC | SON | KTY | DY2 | NHA | IND | PO2 | GLN | MI2 | BR2 | ATL | RI2 |     | CHI | NH2 | DV2 | KN2 | CH2 | TL2 | MA2 | TX2 | PH2 | HOM  | Pts |
| --------------------------------------------------------- | ------------------------ | --- | --- | --- | --- | --- | --- | --- | --- | --- | --- | --- | --- | --- | --- | --- | --- | --- | --- | --- | --- | --- | --- | --- | --- | --- | --- | --- | --- | --- | --- | --- | --- | --- | --- | --- | --- | ---- | --- |
| 1                                                         | Jimmie Johnson           | 1   | 2   | 6   | 22  | 12  | 1*  | 6   | 3   | 12  | 5   | 4   | 22  | 17  | 1*  | 28  | 9   | 9*  | 1*  | 6   | 2*  | 13  | 8   | 40  | 36  | 28  | 40  | 5   | 4   | 1*  | 6   | 4   | 13* | 5   | 1*  | 3   | 9   | 2419 |     |
| 2                                                         | Matt Kenseth             | 37* | 7   | 1   | 35  | 7   | 14  | 12  | 1*  | 7*  | 8*  | 1   | 15  | 40  | 25  | 6   | 19  | 1   | 33  | 9   | 5   | 22  | 23  | 15  | 1*  | 12  | 6   | 1*  | 1*  | 7   | 11  | 3   | 20  | 2*  | 4   | 23  | 2*  | 2400 |     |
| 3                                                         | Kevin Harvick            | 42  | 13  | 9   | 14  | 13  | 13  | 13  | 12  | 1   | 40  | 5   | 1   | 8   | 9   | 2   | 10  | 10  | 3   | 7   | 19  | 17  | 13  | 2   | 34  | 9   | 11  | 3   | 20  | 6   | 1*  | 6   | 12  | 6   | 8   | 1*  | 10  | 2385 |     |
| 4                                                         | Kyle Busch               | 34  | 23  | 4   | 2   | 1*  | 5   | 1*  | 38  | 24  | 37  | 6*  | 38  | 4*  | 6   | 4   | 35  | 5   | 12  | 2   | 10  | 8   | 1   | 31  | 11  | 1   | 19  | 2   | 2   | 5   | 34  | 5   | 5   | 15  | 13  | 7   | 7   | 2364 |     |
| 5                                                         | Dale Earnhardt, Jr.      | 2   | 5   | 7   | 6   | 2   | 24  | 29  | 16  | 10  | 17  | 9   | 39  | 10  | 3   | 37  | 12  | 12  | 8   | 14  | 6   | 5   | 30  | 36  | 10  | 8   | 13  | 35  | 6   | 2   | 8   | 15  | 2   | 8   | 2   | 4   | 3   | 2363 |     |
| 6                                                         | Jeff Gordon              | 20  | 9   | 25  | 34  | 11  | 3   | 38  | 13  | 11  | 11  | 3   | 35  | 3   | 12  | 39  | 2   | 8   | 34  | 10  | 7   | 2   | 36  | 17  | 7   | 6   | 8   | 6   | 15  | 4   | 3   | 7   | 14  | 1   | 38  | 14  | 11  | 2337 |     |
| 7                                                         | Clint Bowyer             | 11  | 6   | 27  | 5   | 35  | 2   | 15  | 5   | 2   | 18  | 11  | 8   | 6   | 15  | 7   | 5   | 3   | 4   | 13  | 20  | 14  | 6   | 5   | 14  | 39  | 25  | 9   | 17  | 10  | 14  | 11  | 10  | 3   | 10  | 20  | 5   | 2336 |     |
| 8                                                         | Joey Logano              | 19  | 26  | 12  | 17  | 3   | 23  | 5   | 39  | 3   | 35  | 22  | 5   | 7   | 10  | 9   | 11  | 4   | 40  | 40  | 8   | 7   | 7   | 1*  | 5   | 2*  | 22  | 37  | 14  | 3   | 4   | 18  | 16  | 14  | 3   | 9   | 8   | 2323 |     |
| 9                                                         | Greg Biffle              | 6   | 17  | 17  | 11  | 6   | 9   | 4   | 19  | 36  | 36  | 13  | 31  | 15  | 2   | 1*  | 8   | 34  | 17  | 15  | 24  | 10  | 16  | 9   | 9   | 15  | 12  | 16  | 3   | 9   | 13  | 16  | 11  | 9   | 12  | 13  | 24  | 2321 |     |
| 10                                                        | Kurt Busch               | 28  | 27  | 20  | 4   | 5   | 37  | 37  | 15  | 9   | 30  | 14  | 3   | 12  | 7   | 35  | 4   | 6   | 6   | 31* | 14  | 3   | 9   | 3   | 31  | 4   | 2   | 4   | 13  | 21  | 2   | 14  | 18  | 18  | 17  | 5   | 21  | 2309 |     |
| 11                                                        | Ryan Newman              | 5   | 40  | 38  | 7   | 10  | 31  | 10  | 14  | 15  | 32  | 10  | 6   | 36  | 5   | 18  | 15  | 14  | 10  | 39  | 1   | 4   | 14  | 13  | 21  | 5   | 3   | 10  | 16  | 8   | 35  | 8   | 9   | 38  | 9   | 10  | 17  | 2286 |     |
| 12                                                        | Kasey Kahne              | 36  | 19  | 2*  | 1   | 9   | 4   | 11  | 2   | 21  | 42  | 17  | 2*  | 23  | 36  | 38  | 6   | 11  | 32  | 11  | 3   | 1*  | 34  | 7   | 2   | 36  | 14  | 12  | 37  | 13  | 15  | 2*  | 36  | 27  | 5   | 2   | 13  | 2283 |     |
| 13                                                        | Carl Edwards             | 33  | 1*  | 5   | 18  | 4   | 15  | 3   | 17  | 6   | 3   | 7   | 11  | 14  | 18  | 8   | 3   | 21  | 29  | 8   | 13  | 11  | 4   | 10  | 39  | 18  | 1   | 11  | 9   | 35  | 5   | 10  | 17  | 12  | 37  | 21  | 12  | 2282 |     |
| Corte de la Caza por la Copa                              |                          |     |     |     |     |     |     |     |     |     |     |     |     |     |     |     |     |     |     |     |     |     |     |     |     |     |     |     |     |     |     |     |     |     |     |     |     |      |     |
| Pos.                                                      | Piloto                   | DAY | PHO | LSV | BRI | CAL | MAR | TEX | KAN | RIC | TAL | DAR | CHA | DOV | POC | MIC | SON | KTY | DY2 | NHA | IND | PO2 | GLN | MI2 | BR2 | ATL | RI2 |     | CHI | NH2 | DV2 | KN2 | CH2 | TL2 | MA2 | TX2 | PH2 | HOM  | Pts |
| 14                                                        | Brad Keselowski          | 4   | 4   | 3   | 3   | 23  | 6   | 9   | 6   | 33  | 15  | 32  | 36  | 5   | 16  | 12  | 21  | 33  | 21  | 4   | 21  | 6   | 2   | 12  | 30  | 35  | 17* | 7   | 11  | 37  | 17  | 1   | 29  | 4   | 6   | 11  | 6   | 1041 |     |
| 15                                                        | Jamie McMurray           | 32  | 22  | 13  | 10  | 19  | 7   | 16  | 7   | 26  | 23  | 16  | 19  | 33  | 13  | 33  | 25  | 2   | 7   | 12  | 15  | 16  | 11  | 22  | 19  | 11  | 4   | 19  | 5   | 11  | 16  | 19  | 1   | 10  | 31  | 18  | 30  | 1007 |     |
| 16                                                        | Martin Truex, Jr.        | 24  | 36  | 8   | 12  | 18  | 40  | 2   | 4   | 17  | 7   | 12  | 9   | 38  | 23  | 3   | 1*  | 7   | 41  | 16  | 11  | 15  | 3   | 16  | 35  | 3   | 7   | 18  | 10  | 15  | 19  | 22  | 8   | 16  | 14  | 8   | 4   | 998  |     |
| 17                                                        | Paul Menard              | 21  | 20  | 10  | 9   | 8   | 19  | 17  | 10  | 13  | 26  | 19  | 13  | 20  | 30  | 14  | 14  | 30  | 43  | 17  | 12  | 32  | 17  | 4   | 6   | 24  | 5   | 22  | 22  | 18  | 7   | 24  | 4   | 22  | 15  | 16  | 39  | 949  |     |
| 18                                                        | Aric Almirola            | 13  | 15  | 16  | 37  | 14  | 20  | 7   | 8   | 8   | 10  | 20  | 33  | 18  | 21  | 17  | 20  | 15  | 38  | 5   | 17  | 20  | 37  | 18  | 15  | 20  | 20  | 13  | 21  | 22  | 10  | 23  | 22  | 20  | 27  | 19  | 16  | 913  |     |
| 19                                                        | Ricky Stenhouse, Jr. (R) | 12  | 16  | 18  | 16  | 20  | 25  | 40  | 11  | 16  | 13  | 18  | 14  | 13  | 26  | 16  | 27  | 17  | 11  | 34  | 25  | 34  | 18  | 19  | 18  | 16  | 10  | 8   | 24  | 17  | 30  | 13  | 3   | 31  | 16  | 12  | 22  | 909  |     |
| 20                                                        | Jeff Burton              | 30  | 10  | 26  | 32  | 17  | 18  | 23  | 18  | 5   | 28  | 21  | 12  | 11  | 11  | 10  | 31  | 19  | 16  | 3   | 43  | 36  | 26  | 8   | 13  | 34  | 18  | 14  | 8   | 14  | 12  | 21  | 21  | 11  | 24  | 17  | 23  | 906  |     |
| 21                                                        | Juan Pablo Montoya       | 39  | 12  | 19  | 30  | 38  | 26  | 20  | 27  | 4   | 25  | 8   | 18  | 2   | 14  | 20  | 34  | 16  | 39  | 24  | 9   | 28  | 5   | 11  | 3   | 7   | 16  | 32  | 19  | 23  | 18  | 12  | 41  | 13  | 20  | 6   | 18  | 894  |     |
| 22                                                        | Marcos Ambrose           | 18  | 18  | 22  | 19  | 36  | 8   | 19  | 20  | 42  | 14  | 34  | 10  | 19  | 17  | 23  | 7   | 13  | 26  | 33  | 16  | 12  | 31* | 6   | 8   | 13  | 27  | 15  | 18  | 16  | 9   | 17  | 39  | 19  | 21  | 26  | 26  | 872  |     |
| 23                                                        | Denny Hamlin             | 14  | 3   | 15  | 23* | 25  | INJ | INJ | INJ | INJ | 34  | 2   | 4   | 34  | 8   | 30  | 23  | 35  | 36  | 21  | 18  | 43  | 19  | 20  | 28  | 38  | 21  | 33  | 12  | 20  | 23  | 9   | 38  | 7   | 7   | 28  | 1   | 753  |     |
| 24                                                        | Casey Mears              | 29  | 14  | 29  | 15  | 15  | 16  | 31  | 34  | 30  | 24  | 37  | 23  | 16  | 22  | 21  | 16  | 18  | 9   | 36  | 27  | 24  | 12  | 25  | 33  | 22  | 26  | 30  | 25  | 24  | 21  | 31  | 27  | 21  | 33  | 27  | 28  | 719  |     |
| 25                                                        | Mark Martin              | 3   | 21  | 14  |     | 37  | 10  | 14  | 9   | 38  |     | 25  | 34  | 9   | 19  | 26  |     |     |     |     | 23  | 18  |     | 27  | 20  | 25  | 9   | 17  | 23  | 19  | 22  | 42  |     | 36  | 11  | 15  | 19  | 649  |     |
| 26                                                        | David Gilliland          | 38  | 37  | 28  | 24  | 29  | 28  | 32  | 23  | 27  | 2   | 29  | 20  | 37  | 24  | 22  | 24  | 28  | 15  | 18  | 35  | 39  | 25  | 37  | 25  | 17  | 23  | 28  | 39  | 30  | 24  | 29  | 7   | 23  | 26  | 24  | 27  | 648  |     |
| 27                                                        | Danica Patrick (R)       | 8   | 39  | 33  | 28  | 26  | 12  | 28  | 25  | 29  | 33  | 28  | 29  | 24  | 29  | 13  | 29  | 23  | 14  | 37  | 30  | 35  | 20  | 23  | 26  | 21  | 30  | 20  | 27  | 29  | 43  | 20  | 33  | 17  | 25  | 33  | 20  | 646  |     |
| 28                                                        | David Ragan              | 35  | 38  | 31  | 21  | 24  | 30  | 26  | 30  | 20  | 1   | 39  | 25  | 22  | 37  | 25  | 33  | 26  | 22  | 19  | 34  | 21  | 21  | 24  | 12  | 23  | 29  | 26  | 29  | 25  | 36  | 30  | 6   | 43  | 42  | 35  | 29  | 633  |     |
| 29                                                        | Tony Stewart             | 41  | 8   | 11  | 31  | 22  | 17  | 21  | 21  | 18  | 27  | 15  | 7   | 1   | 4   | 5   | 28  | 20  | 2   | 26  | 4   | 9   | INJ | INJ | INJ | INJ | INJ | INJ | INJ | INJ | INJ | INJ | INJ | INJ | INJ | INJ | INJ | 594  |     |
| 30                                                        | Dave Blaney              | 17  | 33  | 24  | 36  | 21  | 29  | 25  | 43  | 23  | 16  | 27  | 30  | 29  | 31  | 31  |     | 40  | 31  | 23  | 37  | 23  | 27  | 30  | 22  | 26  | 31  | 23  | 31  | 33  | 25  | 32  | 25  | 39  | 35  | 30  | 38  | 526  |     |
| 31                                                        | Travis Kvapil            | 25  | 29  | 39  | 38  | 34  | 39  | 22  | 36  | 37  | 38  | 23  | 40  | 39  | 20  | 27  | 17  | 42  | 18  | 38  | 31  | 26  | 40  | 28  | 16  | 27  | 28  | 24  | 28  | 31  | 26  | 35  | 19  | 24  | 32  | 41  | 37  | 496  |     |
| 32                                                        | J. J. Yeley              | 10  | 28  | 36  | 27  | 27  | 27  | 39  | 35  | 32  | 31  | 35  | 28  | 30  | 39  | 24  | 421 | 32  | 13  | 29  | 39  | 25  |     | 43  | 24  | 30  | 36  | 25  | 33  | 34  | 27  | 43  | 28  | 30  | 30  | 29  | 32  | 472  |     |
| 33                                                        | David Reutimann          | 16  | 25  | 34  | 39  | 33  | 38  | 24  | 28  | 22  | 41  | 36  | 21  | 26  | 32  | 32  | 26  | 27  | 30  | 28  | 29  | 31  | 43  | 38  | 29  | 32  | 32  | 36  | 26  | 28  | 37  | 26  | 40  | 37  | 28  | 39  | 31  | 465  |     |
| 34                                                        | Bobby Labonte            | 15  | 24  | 30  | 41  | 28  | 21  | 42  | 24  | 19  | 20  | 26  | 24  | 21  | 27  | 43  | 43  |     | 23  | 27  | 36  | 19  |     | 35  | 38  | INJ | INJ | INJ | 40  |     |     | 28  | 34  | 32  | 40  | 22  |     | 412  |     |
| 35                                                        | A. J. Allmendinger       |     | 11  |     | 13  | 16  |     |     |     | 14  |     |     |     |     | 33  | 19  |     | 22  | 35  | 22  | 22  | 33  | 10  |     |     | 14  | 15  | 21  |     | 26  | 20  |     |     |     |     |     | 36  | 410  |     |
| 36                                                        | David Stremme            |     | 30  | 32  | 20  | 31  | 36  | 27  | 32  | 31  | 12  | 40  | 32  | 28  | 28  | 29  | 36  | 25  | 37  | 20  | 40  | 30  | 33  | 26  | 17  | 29  | 38  |     |     |     |     |     |     |     |     |     |     | 362  |     |
| 37                                                        | Michael McDowell         | 9   | Wth | 43  | 42  | 42  | 43  | 43  | 42  | 41  | 21  | 42  | 42  | 42  | 40  | 42  |     | 38  | 42  | 42  | 32  | 40  | 38  |     | 41  | 42  | 43  | 43  | 30  | 43  | 38  | 40  | 15  | 26  | 43  | 32  | 43  | 210  |     |
| 38                                                        | Timmy Hill (R)           |     |     |     |     | 39  |     | 36  | 33  | 34  |     | 33  | 27  | 35  | 35  |     |     |     |     |     | 42  | 27  |     | 29  |     | 31  |     | 34  | 36  | 36  | 28  | 36  |     |     | 41  | 34  |     | 190  |     |
| 39                                                        | Ken Schrader             |     | 34  | 37  |     |     | 32  |     |     |     |     |     |     |     |     | 34  |     | 29  |     | 30  |     |     |     |     | 27  |     | 37  |     |     |     |     |     |     | 28  |     |     | 34  | 118  |     |
| 40                                                        | Michael Waltrip          | 22  |     |     |     |     |     |     |     |     | 4   |     |     |     |     |     |     |     | 5   |     |     |     |     |     |     |     |     |     |     |     |     |     | 32  |     |     |     |     | 114  |     |
| 41                                                        | Scott Speed              | 23  | 41  | 41  | 40  |     | 41  | DNQ |     |     | 9   | 41  | 43  |     |     |     |     |     | 28  |     | DNQ |     |     | 41  | 40  | 43  |     |     |     |     |     |     |     |     |     |     |     | 99   |     |
| 42                                                        | Terry Labonte            | 26  |     |     | 25  |     |     |     |     |     | 29  |     |     |     |     |     |     |     | 19  |     |     |     |     |     |     |     |     |     |     |     |     |     | 35  |     |     |     |     | 87   |     |
| 43                                                        | Boris Said               |     |     |     |     |     |     |     |     |     |     |     |     |     |     |     | 18  |     |     |     |     |     | 22  |     |     |     |     |     |     |     |     |     |     |     |     |     |     | 48   |     |
| 44                                                        | Ron Fellows              |     |     |     |     |     |     |     |     |     |     |     |     |     |     |     | 22  |     |     |     |     |     | 35  |     |     |     |     |     |     |     |     |     |     |     |     |     |     | 31   |     |
| 45                                                        | Alex Kennedy             |     |     |     |     |     |     |     |     |     |     |     |     |     |     |     | 40  |     |     |     |     | 42  | 29  |     |     |     |     |     |     |     |     |     |     |     |     |     |     | 21   |     |
| 46                                                        | Justin Marks             |     |     |     |     |     |     |     |     |     |     |     |     |     |     |     | 30  |     |     |     |     |     |     |     |     |     |     |     |     |     |     |     |     |     |     |     |     | 14   |     |
| 47                                                        | Scott Riggs              |     | 43  |     | DNQ | 41  | 42  | DNQ |     |     |     |     |     | 43  | 41  | DNQ |     | 431 |     |     |     |     |     | DNQ |     |     |     |     | 43  |     |     |     |     |     |     |     |     | 11   |     |
| 48                                                        | Victor González, Jr.     |     |     |     |     |     |     |     |     |     |     |     |     |     |     |     | 37  |     |     |     |     |     | 41  |     |     |     |     |     |     |     |     |     |     |     |     |     |     | 10   |     |
| 49                                                        | Brian Keselowski         | DNQ |     |     |     |     |     |     |     | 40  |     | Wth |     |     |     |     |     |     |     |     |     |     | 39  |     |     |     |     |     |     |     |     |     |     |     |     |     |     | 9    |     |
| 50                                                        | Tomy Drissi              |     |     |     |     |     |     |     |     |     |     |     |     |     |     |     | 38  |     |     |     |     |     | 42  |     |     |     |     |     |     |     |     |     |     |     |     |     |     | 8    |     |
| 51                                                        | Jacques Villeneuve       |     |     |     |     |     |     |     |     |     |     |     |     |     |     |     | 41  |     |     |     |     |     |     |     |     |     |     |     |     |     |     |     |     |     |     |     |     | 3    |     |
| 52                                                        | Jason Leffler            |     |     |     |     |     |     |     |     |     |     |     |     |     | 43  |     |     |     |     |     |     |     |     |     |     |     |     |     |     |     |     |     |     |     |     |     |     | 1    |     |
| Pilotos que no suman puntos para el campeonato de la Copa |                          |     |     |     |     |     |     |     |     |     |     |     |     |     |     |     |     |     |     |     |     |     |     |     |     |     |     |     |     |     |     |     |     |     |     |     |     |      |     |
| Pos.                                                      | Piloto                   | DAY | PHO | LSV | BRI | CAL | MAR | TEX | KAN | RIC | TAL | DAR | CHA | DOV | POC | MIC | SON | KTY | DY2 | NHA | IND | PO2 | GLN | MI2 | BR2 | ATL | RI2 |     | CHI | NH2 | DV2 | KN2 | CH2 | TL2 | MA2 | TX2 | PH2 | HOM  | Pts |
|                                                           | Brian Vickers            |     |     |     | 8   |     | 11  | 8   | 31  | 35  |     |     |     |     |     |     | 13  | 31  |     | 1   |     |     | 32  |     | 4   | 10  | 24  | 38  | 7   | 12  | 32  | 25  |     |     |     |     |     | –    |     |
|                                                           | Regan Smith              | 7   |     |     |     |     | 22  |     | 22  |     | 6   | 24  | 17  |     |     |     |     |     |     |     |     |     |     |     |     |     | QL  |     |     |     |     |     |     |     |     |     |     | –    |     |
|                                                           | Austin Dillon            | 31  |     | 21  |     |     |     | 33  |     |     |     |     |     | 27  |     | 11  |     | 24  |     |     | 26  |     |     | 14  |     | 19  |     |     |     |     |     |     | 26  |     | 22  |     |     | –    |     |
|                                                           | Elliott Sadler           |     |     |     |     |     |     |     | 40  |     | DNQ |     |     |     |     |     |     |     |     |     |     |     |     |     |     |     |     |     |     |     |     |     |     | 25  | 19  | 25  | 14  | –    |     |
|                                                           | Trevor Bayne             | 27  |     | 23  |     |     |     | 18  |     |     | 43  |     | 16  |     |     | 15  |     |     | 20  |     | 28  |     |     | 21  |     |     |     |     |     |     |     |     | 23  |     | 29  |     | 40  | –    |     |
|                                                           | Kyle Larson              |     |     |     |     |     |     |     |     |     |     |     |     |     |     |     |     |     |     |     |     |     |     |     |     |     |     |     |     |     |     | 37  |     | 42  | 23  |     | 15  | –    |     |
|                                                           | Max Papis                |     |     |     |     |     |     |     |     |     |     |     |     |     |     |     |     |     |     |     |     |     | 15  |     |     |     |     |     |     |     |     |     |     |     |     |     |     | –    |     |
|                                                           | Parker Kligerman         |     |     |     |     |     |     |     |     |     |     |     |     |     |     |     |     |     |     |     |     |     |     |     |     |     |     |     |     |     |     |     |     |     | 18  |     | 25  | –    |     |
|                                                           | Josh Wise                | 40  | 35  | 35  | 26  | 40  | 35  | 30  | 26  | 28  | 19  | 38  | 26  | 25  | 34  | 40  | 32  | 39  | 25  | 35  | 38  | 41  |     | 39  | 37  | 41  | 41  | 41  | 32  | 42  | 40  | 41  | 30  | 34  | 39  | 36  | 41  | –    |     |
|                                                           | Landon Cassill           |     | 32  | 42  | 33  | 30  | 33  | 34  | 29  | 25  | 22  | 30  | 37  | 32  | 38  |     |     | 36  | 24  | 32  | 33  | 29  | 28  | 32  | 23  | 37  | 34  | 29  | 34  | 38  | 33  | 33  | 37  | 29  | 34  | 42  | 33  | –    |     |
|                                                           | Justin Allgaier          |     |     |     |     |     |     |     |     |     |     |     |     |     |     |     |     |     |     |     |     |     |     |     |     |     |     | 27  |     |     | 39  |     | 24  |     |     | 31  |     | –    |     |
|                                                           | Owen Kelly               |     |     |     |     |     |     |     |     |     |     |     |     |     |     |     |     |     |     |     |     |     | 24  |     |     |     |     |     |     |     |     |     |     |     |     |     |     | –    |     |
|                                                           | Joe Nemechek             | 43  | 31  | 40  | 29  | 32  | 34  | 35  | DNQ | 39  | 39  | 31  | 41  | 31  | 42  | 36  |     | 37  | 27  | 25  | 41  | 37  |     | 34  | 43  | 40  | 39  | 31  | 35  | 39  | 41  | 39  | 42  | 33  | 36  | 38  | 35  | –    |     |
|                                                           | Cole Whitt               |     |     |     |     |     |     |     |     |     |     |     |     |     |     |     |     |     |     |     |     |     |     |     |     |     |     | 39  |     | 27  | 31  | 34  | 31  | 35  |     | 40  |     | –    |     |
|                                                           | Brian Scott              |     |     |     |     |     |     |     |     |     |     |     |     |     |     |     |     |     |     |     |     |     |     |     |     |     |     |     |     |     |     | 27  |     |     |     |     |     | –    |     |
|                                                           | Tony Raines              |     |     |     |     |     |     |     |     |     |     |     |     |     |     |     |     |     |     |     |     | 38  |     |     | 32  |     | 33  | 40  | 41  | 40  | 29  |     | 43  | 41  |     | 43  | 42  | –    |     |
|                                                           | Ryan Truex               |     |     |     |     |     |     |     |     |     |     |     |     |     |     |     |     |     |     |     |     |     |     |     | 42  |     | 35  |     |     | 32  |     |     |     |     |     |     |     | –    |     |
|                                                           | Mike Bliss               | DNQ | 42  | DNQ | 43  | 43  | DNQ | 41  | 41  | 43  | Wth | 43  | DNQ | 41  |     | 41  |     | 41  |     | 43  | DNQ |     |     |     | DNQ | 33  |     | Wth |     |     |     |     |     |     |     |     |     | –    |     |
|                                                           | Brendan Gaughan          |     |     |     |     |     |     |     |     |     |     |     |     |     |     |     |     |     |     |     |     |     |     | 33  |     |     |     |     |     |     |     |     |     |     |     |     |     | –    |     |
|                                                           | Reed Sorenson            |     |     |     |     |     |     |     |     |     |     |     |     |     |     |     |     |     |     |     |     |     |     |     |     |     | 42  | 42  |     | 41  | 42  |     |     | 40  |     | 37  |     | –    |     |
|                                                           | Sam Hornish, Jr.         |     |     |     |     |     |     |     | 37  |     |     |     |     |     |     |     |     |     |     |     |     |     |     |     |     |     |     |     |     |     |     |     | DNQ |     |     |     |     | –    |     |
|                                                           | Kevin Swindell           |     |     |     |     |     |     |     |     |     |     |     |     |     |     |     |     |     |     |     |     |     |     |     |     |     |     |     | 38  |     |     |     |     |     |     |     |     | –    |     |
|                                                           | Blake Koch               |     |     |     |     |     |     |     |     |     |     |     |     |     |     |     |     |     |     |     |     |     |     |     |     |     |     |     |     |     |     | 38  |     |     |     |     |     | –    |     |
|                                                           | Paulie Harraka           |     |     |     |     |     |     |     |     |     |     |     |     |     |     |     | 39  |     |     |     |     |     |     |     |     |     |     |     |     |     |     |     |     |     |     |     |     | –    |     |
|                                                           | Morgan Shepherd          |     |     |     |     |     |     |     |     |     |     |     |     |     |     |     |     |     |     | 41  |     |     |     |     |     |     |     |     |     |     |     |     |     |     |     |     |     | –    |     |
|                                                           | Johnny Sauter            |     |     |     |     |     |     |     |     |     |     |     |     |     |     |     |     |     |     |     |     |     |     | 42  |     |     |     |     | 42  |     |     |     |     |     |     |     |     | –    |     |
|                                                           | Jason Bowles             |     |     |     |     |     |     |     |     |     |     |     |     |     |     |     | QL  |     |     |     |     |     |     |     |     |     |     |     |     |     |     |     |     |     |     |     |     | –    |     |
|                                                           | Kenny Wallace            |     |     |     |     |     |     |     |     |     |     |     |     |     |     |     |     |     |     |     |     |     |     |     |     |     |     |     | QL  |     |     |     |     |     |     |     |     | –    |     |
| Pos.                                                      | Piloto                   | DAY | PHO | LSV | BRI | CAL | MAR | TEX | KAN | RIC | TAL | DAR | CHA | DOV | POC | MIC | SON | KTY | DY2 | NHA | IND | PO2 | GLN | MI2 | BR2 | ATL | RI2 | CHI | NH2 | DV2 | KN2 | CH2 | TL2 | MA2 | TX2 | PH2 | HOM | Pts  |     |

| Referencias \| Color \| Resultado(s) \| \| Oro \| Ganador \| \| Plata \| 2.º-5.º lugar \| \| Bronce \| 6.º-10.º puesto \| \| Verde \| 11.º-20.º lugar \| \| Azul \| Finalizó 21 o peor \| \| Violeta \| No terminó la carrera \| \| Negro \| Descalificado (DSQ) \| \| Rosa \| No se clasificó (DNQ) \| \| Marrón \| Retiro (Wth) \| \| Blanco \| Clasificó para otro piloto(QL) \| \| Sin color \| No participó (DNP) \| \| Sin color \| Lesionado (INJ) \| \| Sin color \| Excluido (EX) \| Negrita – Pole position obtenida por tiempos. Cursiva – Pole position obtenida por los resultados en la última práctica, o por la posición en el campeonato de propietarios del año pasado o de este año. * – Más vueltas lideradas. |                                |
| Color | Resultado(s)                   |
| Oro | Ganador                        |
| Plata | 2.º-5.º lugar                  |
| Bronce | 6.º-10.º puesto                |
| Verde | 11.º-20.º lugar                |
| Azul | Finalizó 21 o peor             |
| Violeta | No terminó la carrera          |
| Negro | Descalificado (DSQ)            |
| Rosa | No se clasificó (DNQ)          |
| Marrón | Retiro (Wth)                   |
| Blanco | Clasificó para otro piloto(QL) |
| Sin color | No participó (DNP)             |
| Sin color | Lesionado (INJ)                |
| Sin color | Excluido (EX)                  |

| Color     | Resultado(s)                   |
| Oro       | Ganador                        |
| Plata     | 2.º-5.º lugar                  |
| Bronce    | 6.º-10.º puesto                |
| Verde     | 11.º-20.º lugar                |
| Azul      | Finalizó 21 o peor             |
| Violeta   | No terminó la carrera          |
| Negro     | Descalificado (DSQ)            |
| Rosa      | No se clasificó (DNQ)          |
| Marrón    | Retiro (Wth)                   |
| Blanco    | Clasificó para otro piloto(QL) |
| Sin color | No participó (DNP)             |
| Sin color | Lesionado (INJ)                |
| Sin color | Excluido (EX)                  |

### Marcas
| Pos     | Marcas    | Victorias | Puntos |
| ------- | --------- | --------- | ------ |
| 1       | Chevrolet | 16        | 254    |
| 2       | Toyota    | 14        | 229    |
| 3       | Ford      | 6         | 194    |
| Fuente: |           |           |        |